# 山田西町駅
山田西町駅（やまだにしまちえき）は、高知県香美市土佐山田町栄町にある、四国旅客鉄道（JR四国）土讃線の駅である。駅番号はD38。普通列車のうち朝の上り1本は当駅を通過する。

## 歴史
- 1952年（昭和27年）1月27日：日本国有鉄道の駅として開業[2]。
- 1987年（昭和62年）4月1日：国鉄分割民営化により四国旅客鉄道に承継[3]。

## 駅構造
単式ホーム1面1線を有する地上駅。短いホームにベンチ付きの待合所と、野ざらしのベンチが少々設置されているだけの簡便なつくりとなっており、駅舎はない。無人駅となっている。

## 駅周辺
駅の南北を国道195号（駅北側はバイパス、駅南側は現道）が通るが、駅からは少し離れている。駅付近は住宅地となっているが、駅西側には田畑が大きく広がる所がある。
- 南国警察署香美警察庁舎
- 芳公会 香長中央病院
- 芳公会 ひまわり保育園
- マルナカ土佐山田店
- 国道195号
- 高知県道31号前浜植野線

## 隣の駅
四国旅客鉄道（JR四国）
■土讃線
■普通（一部列車は通過）
土佐山田駅 (D37) - 山田西町駅 (D38) - 土佐長岡駅 (D39)